# Зенгер, Николай Карлович
Николай Карлович Зенгер (нем. Nikolai Benjamin Sänger; 9 [21] октября 1841, Москва — 31 октября [12 ноября] 1877, Москва) — российский зоолог, хранитель Зоологического музея Московского университета, секретарь Московского общества любителей естествознания, один из создателей Политехнического музея в Москве.

## Биография
Родился 9 (21) октября 1841 года в Москве в семье владельца Придворной аптеки Карла Петровича Зенгера и его жены Екатерины Ильиничны (урождённой Кубе́). Его старший брат — Карл Карлович Зенгер (1829—1885). 
Окончил 4-ю Московскую гимназию с золотой медалью и правом поступления в Московский университет без экзаменов, куда и поступил на естественное отделение физико-математического факультета.
По окончании университета с золотой медалью за представленное им сочинение по ботанике (1862) специально занялся изучением беспозвоночных. В 1863 году был избран смотрителем (хранителем) Зоологического музея Московского университета, который его стараниями значительно был обогащён (собрания животных с Белого моря, Балтийского и Северного). Был членом Общества любителей естествознания и его секретарём; в «Известиях общества», редактором которых он был, напечатал: «О личинке Gracilaria syringella в листьях сирени» (1866, т. III), «О пауке из рода Latrodectes, доставленном из Крыма» (там же), «О насекомых, найденных в залежалой муке» (там же), «О слизнях, причиняющих вред озимым полям» (т. XXIV, выпуск 2) и др. Кроме того, Зенгер перевёл «Зоологические письма» Йегера, «Определитель насекомых» А. Карша («Мир насекомых», 1888) и сочинение Перти «Психологическая жизнь животных», а в «Трудах II съезда естествоиспытателей» поместил статью «О балтийских представителях группы Gephyrea: Halieryptus и Priapulus» и «Peripatus Capensis и Peripatus Leuckartii».
За составленное им собрание вредных для сельского хозяйства жуков, с представлением стадий развития некоторых из них, он был удостоен серебряной медали от Общества сельского хозяйства на выставке 1865 года.
Принял активнейшее участие в создании Политехнического музея в Москве (его портрет есть в самом музее и в музее музея), за что был награждён несколькими правительственными наградами. Был избран секретарем Политехнического музея.
Жена — Надежда фон Толь.
Умер 31 октября (12 ноября) 1877 года. Похоронен на Введенском (Немецком) кладбище (4 уч.). Памятник — от Общества любителей естествознания.